# Křížový smrk
Křížový smrk nebo též Kreuzfichte byl třetí největší smrk ztepilý (Picea abies) na Šumavě. Rostl na jihovýchodním svahu hory Boubín u Lukenské silnice u křižovatky linií rozdělujících historická polesí.

## Základní údaje
Průměr jeho kmene měřil v pařezové výšce 174 cm, špička stromu dosahovala do výšky 57,7 m (měření 1895) a spočtený objem byl 37,14 m³. Smrk byl pokácen v roce 1895, když už byl několik let suchý. Podle letokruhů spočítaných při pokácení se dožil 395 let.

## Historie a pověsti
Své jméno získal podle kříže, který byl vytesán do jeho kmene. Ten připomínal rok 1832, kdy byl poblíž zastřelen člen tlupy pašeráků. Nedaleko smrku stával lovecký zámeček postavený A. J. Schwarzenbergem. Od zámečku se ráno rozcházeli myslivci a cestu zpět ukazovala právě koruna smrku, výrazně přesahující okolní les.

## Památník
V roce 1859 byl vedle smrku postaven kamenný památník, na jehož stranách jsou nápisy Kellne (Včelná), Schattawa (Zátoň), Müllerschlag (Mlynářovice). Jméno stromu je zaznamenáno pod nápisem Kellne, pod nápisem Schattawa je uvedena nadmořská výška v tehdejších stopách 3462 – tj. dnešních 1100 m n. m.
V roce 1946 byl památník návštěvníky lesa rozvalen (pravděpodobně pro německé nápisy). Roku 1948 jej lesáci opět postavili, německý nápis překryla vrstva cementu a byl vyryt český název Křížový smrk. Zaměstnanci polesí Boubín v roce 2000 vrátili pomníku původní podobu.